# Sèrie GeForce 3
La sèrie GeForce 3 (NV20) és la tercera generació d'unitats de processament gràfic (GPU) GeForce de Nvidia. Introduït el febrer de 2001, va avançar l'arquitectura GeForce afegint ombrejats de píxels i vèrtex programables, anti-aliasing multimostra i va millorar l'eficiència global del procés de representació.
La GeForce 3 es va presentar durant la Macworld Conference & Expo/Tokyo 2001 de 2001 a Makuhari Messe i va oferir demostracions en temps real de Junior Lamp de Pixar i Doom 3 d'id Software. Apple anunciaria més tard els drets de llançament de la seva nova línia d'ordinadors.
La família GeForce 3 consta de 3 models de consum: la GeForce 3, la GeForce 3 Ti200 i la GeForce 3 Ti500. Una versió professional independent, amb un conjunt de funcions adaptades per al disseny assistit per ordinador, es va vendre com a Quadro DCC. Un derivat de la GeForce 3, conegut com a NV2A, s'utilitza a la consola de jocs Microsoft Xbox.

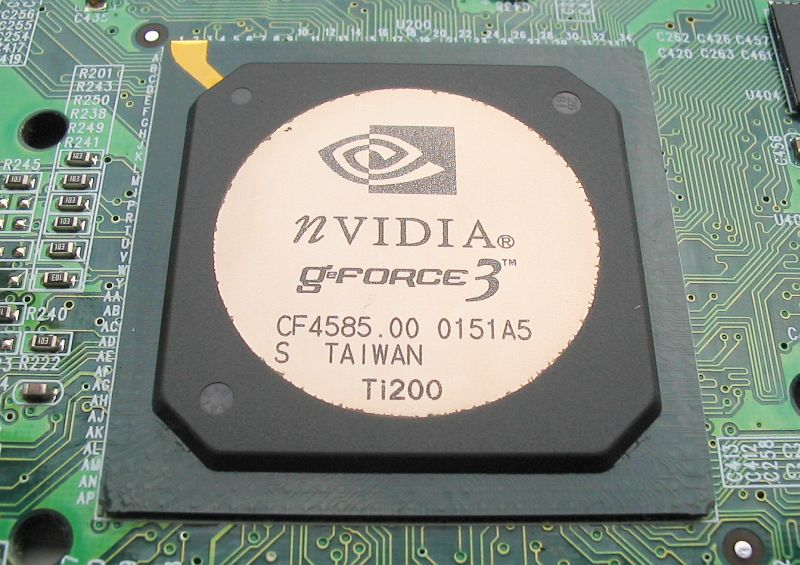
GPU GeForce3 Ti 200

## Arquitectura
Presentada tres mesos després que Nvidia adquirís els actius de 3dfx i es comercialitzés com a nFinite FX Engine, la GeForce 3 va ser la primera targeta 3D compatible amb Microsoft Direct3D 8.0. La seva arquitectura de shader programable va permetre que les aplicacions executessin programes d'efectes visuals personalitzats en el llenguatge Microsoft Shader 1.1. Es creu que el maquinari T&L de funció fixa de GeForce 2 encara estava inclòs al xip per utilitzar-lo amb aplicacions Direct3D 7.0, ja que l'ombrejat de vèrtex únic no era prou ràpid per emular-lo encara. Pel que fa al rendiment de píxels i texels purs, la GeForce 3 té quatre canalitzacions de píxels que poden mostrar dues textures per rellotge. Aquesta és la mateixa configuració que GeForce 2, excloent la línia GeForce 2 MX més lenta.

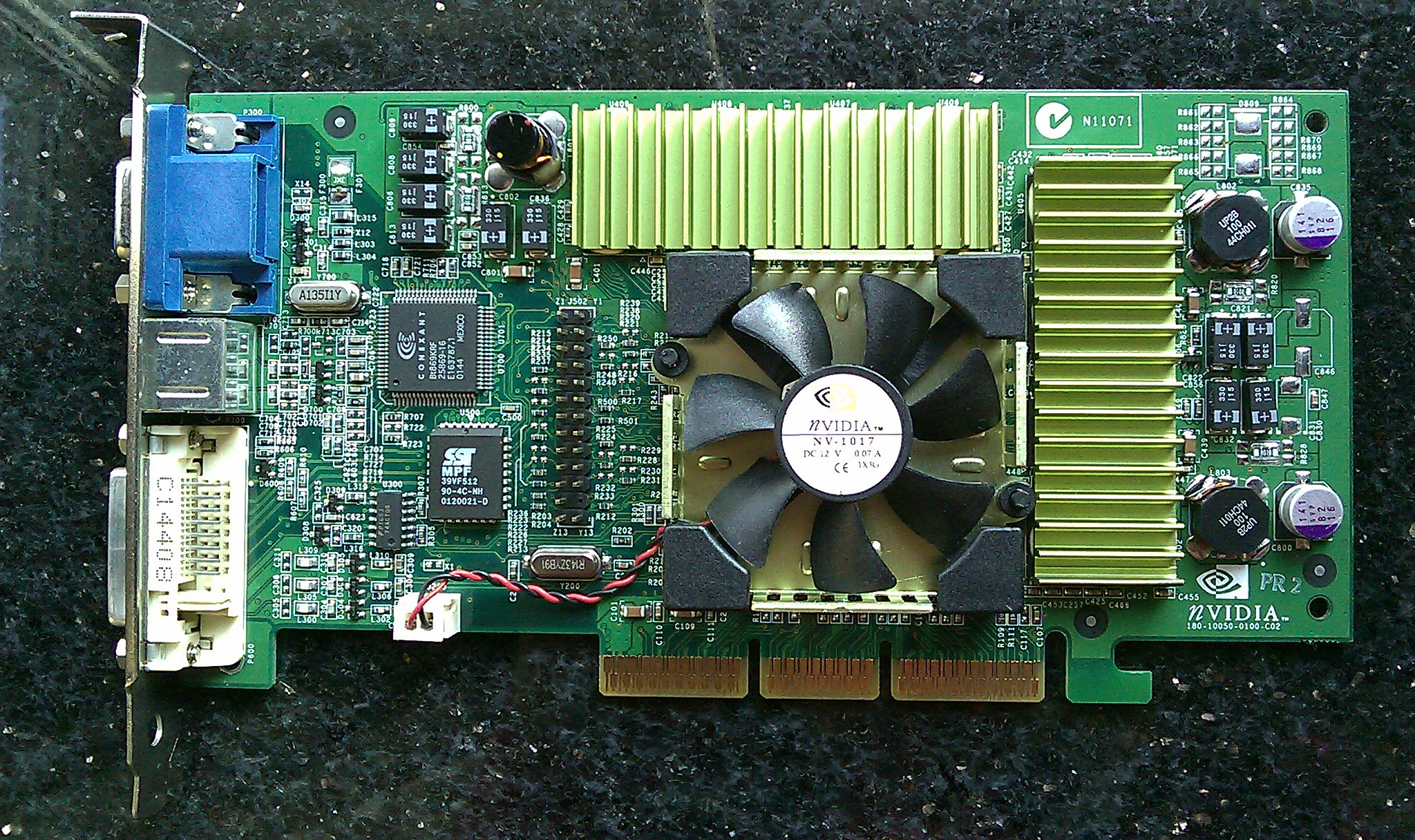
Nvidia GeForce3 Ti 500

Per aprofitar millor el rendiment de la memòria disponible, la GeForce 3 té un subsistema de memòria anomenat Lightspeed Memory Architecture (LMA). Es compon de diversos mecanismes que redueixen l'excés, conserven l'amplada de banda de la memòria comprimint el buffer z (buffer de profunditat) i gestionen millor la interacció amb la DRAM.
Altres canvis arquitectònics inclouen el suport EMBM (introduït per primera vegada per Matrox el 1999) i millores a la funcionalitat anti-aliasing. Els xips GeForce anteriors només podien realitzar un anti-aliasing de super-mostreig (SSAA), un procés exigent que representa la imatge a una mida gran internament i després l'escala fins a la resolució de sortida final. GeForce 3 afegeix mètodes d'antialiasing de mostreig múltiple (MSAA) i mètodes d'antialiasing Quincunx, ambdós tenen un rendiment significativament millor que l'antialiasing de super-mostreig a costa de la qualitat. Amb el mostreig múltiple, les unitats de sortida de renderització només mostren els buffers Z i els buffers de plantilla, i amb aquesta informació obtenen més detalls de la geometria necessaris per determinar si un píxel cobreix més d'un objecte poligonal. Això evita que l'ombrejador de píxels/fragments hagi de representar diversos fragments per a píxels on el mateix objecte cobreix tots els mateixos subpíxels en un píxel. Aquest mètode falla amb els mapes de textura que tenen una transparència variable (per exemple, un mapa de textura que representa una tanca d'enllaç). L'antialiasing Quincunx és un filtre de desenfocament que desplaça la imatge renderitzada mig píxel cap amunt i mig píxel cap a l'esquerra per tal de crear subpíxels que després es fan una mitjana junts en un patró de creu diagonal, destruint ambdues vores irregulars, però també algunes en general. detall de la imatge. Finalment, les unitats de mostreig de textures de la GeForce 3 es van actualitzar per admetre el filtratge anisotròpic de 8 tocs, en comparació amb el límit anterior de 2 tocs amb GeForce 2. Amb el filtrat anisotròpic de 8 tocs activat, les textures llunyanes poden ser notablement més nítides.

## Rendiment
La GPU GeForce 3 (NV20) té el mateix rendiment teòric de píxels i texels per rellotge que la GeForce 2 (NV15). GeForce 2 Ultra és un 25% més ràpid que el GeForce 3 original i un 43% més ràpid que el Ti200; això vol dir que en casos determinats, com els punts de referència de Direct3D 7 T&L, la GeForce 2 Ultra i, de vegades, fins i tot GTS poden superar la GeForce 3 i Ti200, perquè les GPU més noves utilitzen la mateixa unitat de T&L de funció fixa, però tenen un temps més baix. La GeForce 2 Ultra també té una amplada de banda de memòria bruta considerable disponible, només igualada per la GeForce 3 Ti500. Tanmateix, quan es compara el rendiment de l'anti-aliasing, la GeForce 3 és clarament superior a causa del seu suport MSAA i de l'eficiència de gestió de l'amplada de banda i la taxa d'emplenament de la memòria.
Quan es van comparar les capacitats d'ombrejat amb la Radeon 8500, els revisors van observar una precisió superior amb la targeta ATi.